# Micah Zandee-Hart
Micah Arielle Zandee-Hart (* 13. Januar 1997 in Saanichton, British Columbia) ist eine kanadische Eishockeyspielerin, die seit 2023 bei den New York Sirens aus der Professional Women’s Hockey League unter Vertrag steht. Sie ist seit 2016 Mitglied der kanadischen Frauennationalmannschaft und sowohl Weltmeisterin als auch Olympiasiegerin.

## Karriere
Zandee-Hart wurde in Saanichton, British Columbia  geboren. Ab 2012 spielte Zandee-Hart für die Okanagan Hockey Academy in der Junior Women’s Hockey League. Zudem vertrat sie ihre Provinz mit dem Team British Columbia bei den Canada Winter Games 2015 und war dort Flaggenträgerin der Provinz.
Im Herbst 2015 begann sie mit einem Studium an der Fakultät für Arts and Sciences der Cornell University und spielte parallel für das Eishockeyteam der Universität, die Cornell Big Red, in der NCAA respektive ECAC Hockey. Ab der Saison 2016/17 war sie Kapitänin ihres Teams.
Während der Saison 2017/18 wurde das Team Canada in Vorbereitung auf die Olympischen Spiele zentralisiert. Daher unterbrach Zandee-Hart ihr Studium und absolvierte mit dem Team Canada einige Spiele in der Alberta Midget Hockey League. Allerdings schaffte sie es nicht in den Olympiakader für die Spiele in Südkorea. Zum Spieljahr 2018/19 kehrte Zandee-Hart an die Universität zurück und erhielt 2020 einen Abschluss in Psychologie und Englisch. Anschließend trat sie der Professional Women’s Hockey Players Association bei und schloss sich damit dem Boykott der National Women’s Hockey League an. In den folgenden drei Jahren spielte sie im Rahmen von Promotionsspielen (unter anderem der Dream Gap Tour) für das PWHPA-Charter aus Calgary.
Im Jahr 2023 wurde aus der PWHPA heraus die Professional Women’s Hockey League gegründet. Zandee-Hart gehörte zu den ersten Spielerinnen der Liga, als sie Anfang September 2023 vom Team PWHL New York für drei Jahre verpflichtet wurde. Dort fungiert sie seither als Mannschaftskapitänin.

### International

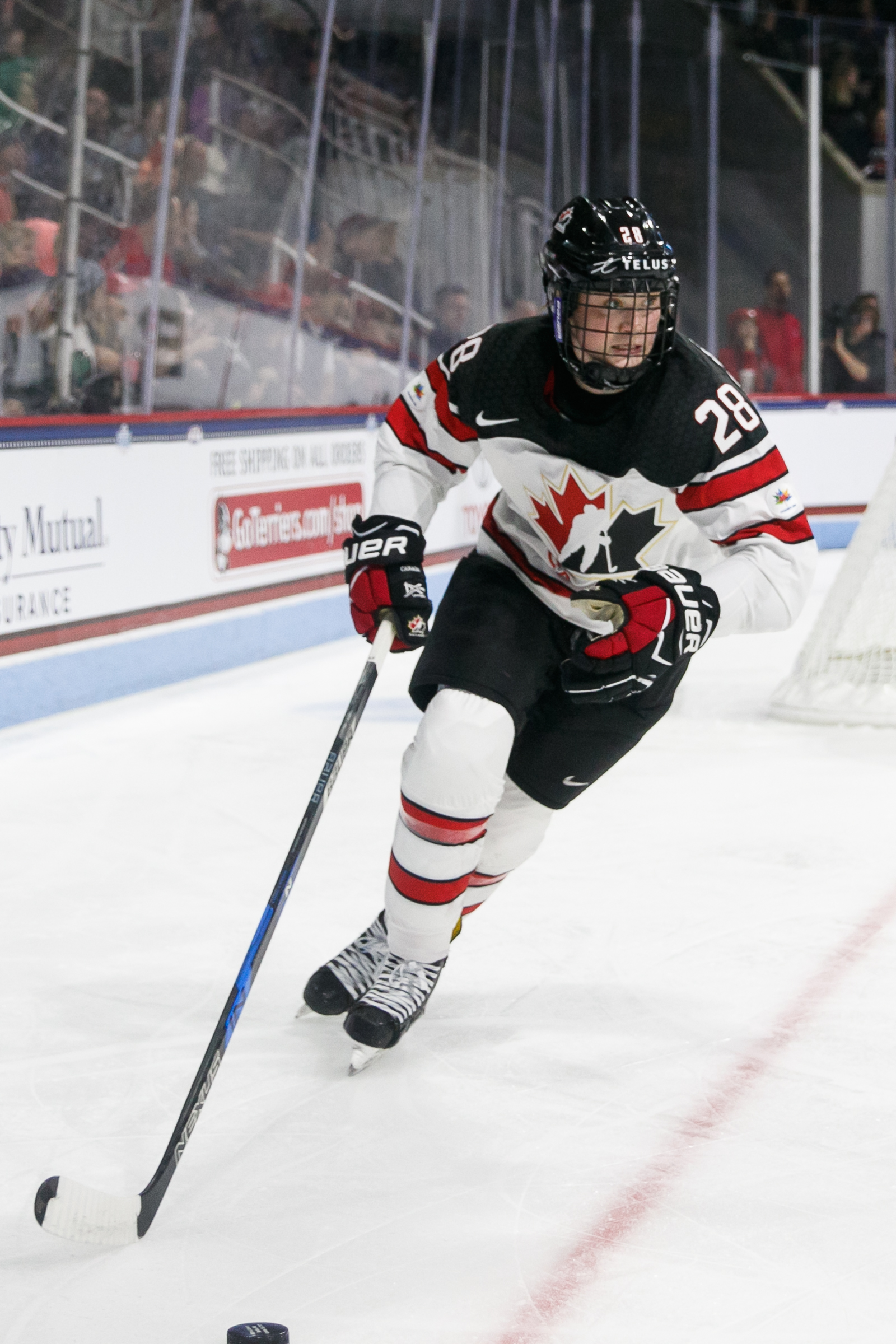
Micah Zandee-Hart im Nationaltrikot (2017)

Bei den Eishockey-Weltmeisterschaften der U18-Frauen 2014 und 2015 gewann Zandee-Hart mit den U18-Frauen Kanadas je eine Gold- und Silbermedaille und gab im Rahmen des 4 Nations Cup 2016 ihr Debüt für die kanadische U22-Nationalmannschaft. Im November 2016 debütierte sie für das kanadische Nationalteam der Frauen bei zwei Freundschaftsspielen gegen die USA.
Nachdem sie die Teilnahme an den Olympischen Winterspielen 2018 verpasst hatte, gewann sie mit der U22-Frauenauswahl den 4 Nations Cup 2018. Ihr erstes großes internationales Turnier war die Weltmeisterschaft 2019 in Finnland, bei der sie die Bronzemedaille gewann. Nach einer weiteren Zentralisierung im Herbst 2021 erhielt sie im Januar 2022 die Nominierung für die Olympischen Winterspiele in Peking und gewann dort die olympische Goldmedaille, wobei sie einen Assist zum Erfolg des kanadischen Teams beisteuerte. Bei der Weltmeisterschaft im gleichen Jahr wurde sie erneut Weltmeisterin, ein Jahr später gewann sie die Silbermedaille.

## Erfolge und Auszeichnungen
| - 2014 Goldmedaille bei der U18-Frauen-Weltmeisterschaft - 2015 Silbermedaille bei der U18-Frauen-Weltmeisterschaft - All-Star-Team der U18-Frauen-Weltmeisterschaft - 2019 Bronzemedaille bei der Weltmeisterschaft | - 2022 Goldmedaille bei den Olympischen Winterspielen - 2022 Goldmedaille bei der Weltmeisterschaft - 2023 Silbermedaille bei der Weltmeisterschaft - 2025 Silbermedaille bei der Weltmeisterschaft |

## Karrierestatistik
(Legende zur Spielerstatistik: Sp oder GP = absolvierte Spiele; T oder G = erzielte Tore; V oder A = erzielte Assists; Pkt oder Pts = erzielte Scorerpunkte; SM oder PIM = erhaltene Strafminuten; +/− = Plus/Minus-Bilanz; PP = erzielte Überzahltore; SH = erzielte Unterzahltore; GW = erzielte Siegtore; 1 Play-downs/Relegation; Kursiv: Statistik nicht vollständig)